# 손가락폄근
손가락폄근(extensor digitorum muscle, extensor digitorum communis) 또는 지신근(指伸筋), 총지신근(總指伸筋)은 아래팔뒤칸의 근육이다. 손에서 엄지를 제외한 네 손가락을 펴는 작용을 한다. 노신경의 가지인 뒤뼈사이신경의 지배를 받는다.

## 구조
손가락폄근은 온폄근힘줄을 통해 위팔뼈의 가쪽위관절융기에서 기시하며, 인접한 근육과의 사이에 있는 근육사이막, 아래팔근막에서도 일어난다. 이후 손가락폄근은 네 개의 힘줄로 나눠지면서 집게폄근의 힘줄과 함께 주행하며, 폄근지지띠의 개별 칸을 윤활집에 싸인 채 지나간다. 손가락폄근의 힘줄 네 개는 손등에서 갈라져서, 손가락의 중간손가락뼈와 먼쪽손가락뼈에 닿는다.
손허리손가락관절의 반대편에서 각 힘줄은 곁인대와 붙어 있으며, 손허리손가락관절의 등쪽인대 역할을 한다. 힘줄이 손허리손가락관절을 가로지른 뒤, 넓은 널힘줄이 되면서 몸쪽손가락뼈의 손등쪽 면을 덮는다. 또한 이 널힘줄은 뼈사이근과 벌레근으로 인해 보다 더 튼튼해진다.
- 손가락의 힘줄, 힘줄끈
- 손목 뒤쪽 힘줄들의 윤활집

몸쪽손가락사이관절 반대편에서 이 널힘줄은 세 갈래로 갈라진다. 이 중 중간갈래는 중간손가락뼈 바닥에 닿고, 나머지 양쪽의 두 갈래는 중간손가락뼈 양 측면을 따라 더욱 멀리 주행하다가 합쳐진 뒤, 먼쪽손가락뼈의 손등쪽 면에 닿는다. 검지로 가는 힘줄은 집게폄근의 힘줄과 함께 주행하며, 이때 집게폄근으로 가는 힘줄이 검지로 가는 손가락폄근 힘줄의 안쪽(자쪽)에 놓인다. 손등쪽에서 중지, 약지, 소지로 가는 손가락폄근의 힘줄은 두 개의 비스듬한 힘줄 띠로 연결(힘줄사이연결)되어 있다.

## 기능
손가락폄근은 엄지를 제외한 나머지 네 손가락을 펴는 역할을 한다. 또한 손목과 팔꿈치를 펴는 작용도 할 수 있다.
손가락에서 손가락폄근은 주로 몸쪽손가락뼈에 작용하여 손허리손가락관절을 편다. 몸쪽과 먼쪽손가락사이관절을 펴는 것은 주로 등쪽뼈사이근, 바닥쪽뼈사이근, 벌레근이다.

## 추가 이미지
- 왼쪽 아래팔 뒷면의 근육
- 아래팔 중간부의 단면
- 노뼈와 자뼈 먼쪽 끝의 단면
- 손가락폄근
- 손가락폄근
- 손가락폄근
- 손가락폄근
- 손가락폄근
- 손가락폄근
- 손가락폄근
- 손가락폄근
- 손가락폄근
- 손가락폄근
- 손의 근육을 뒤에서 본 모습
- 손의 근육을 뒤에서 본 모습

## 같이 보기
- 짧은발가락폄근
- 긴발가락폄근
- 가락굽힘근

## 참고 문헌
이 문서는 현재 퍼블릭 도메인에 속하는 그레이 해부학 제20판(1918) page 451의 내용을 기초로 작성된 글이 포함되어 있습니다.